# Sugar Magnolia
«Sugar Magnolia» es una canción del grupo estadounidense Grateful Dead, escrita por Robert Hunter y Bob Weir. Es una de las canciones más reconocidas de la banda, junto a otros éxitos como "Truckin'," "Casey Jones," "Uncle John's Band", "Friend of the Devil" y "Touch of Grey."
La canción pertenece al álbum de 1970 American Beauty, e hizo su debut en vivo el 7 de junio de 1970 en el Fillmore West en San Francisco. Cuando era tocada en vivo, normalmente era dividida en dos partes: la canción "Sugar Magnolia" propiamente dicha y la coda Sunshine Daydream.
La versión en vivo incluida en el álbum Europe '72 (1972) se convirtió en el tercer sencillo de la banda en alcanzar el top 100 de la lista Billboard, logrando la posición #91 en 1973.

## Intérpretes
- Jerry Garcia – guitarra, voz
- Phil Lesh – bajo, guitarra
- Bob Weir – guitarra, voz
- Ron "Pigpen" McKernan – armónica, voz
- Mickey Hart – percusión
- Bill Kreutzmann – batería